# Bidok
Bidok is een bestuurslaag in het regentschap Pidie Jaya van de provincie Atjeh, Indonesië. Bidok telt 514 inwoners (volkstelling 2010).